# Вулиця Михайла Дерегуса
Ву́лиця Миха́йла Дере́гуса — вулиця в Солом'янському районі міста Києва, селище Жуляни. Пролягає від вулиці Ганни Арендт до кінця забудови.

## Історія
Вулиця виникла на початку 2010-х років, мала назву Янтарна. Протягом 2015—2019 років у Києві існувало дві Янтарні вулиці (ще одна Янтарна вулиця з 1965 року існує в Святошинському районі, місцевість Жовтневе).
Сучасна назва, на честь українського живописця й графіка, професора Михайла Дерегуса — з 2019 року.